# Rosario (Uruguay)
Rosario (conocida también como Rosario Oriental) es una ciudad uruguaya situada en el departamento de Colonia. Es la sede del municipio homónimo.
Rosario oculta una rosa y un río, se puso ese nombre sin saber que era una rosa y un río, también existe un rosario en Argentina pero fue creada antes que Uruguay naciera primero lo descubrieron los portugueses como otras ciudades de Uruguay 

## Ubicación
La ciudad de Rosario se encuentra localizada en el sureste del departamento de Colonia, sobre la margen derecha del arroyo Colla, próximo a su desembocadura en el río Rosario, y sobre la ruta nacional N.º 2, al norte de su intersección con la ruta nacional N.º 1. Las ciudades más próximas son Colonia Valdense (10 km) y Nueva Helvecia (15 km); está a unos 50 km de Colonia del Sacramento y dista 130 km de la capital nacional, Montevideo.

## Historia de Rosario
Fue fundada por Benito Herosa el 24 de enero de 1775. En ese momento gobernaba José de Vértiz y Salcedo (1719 -1799), capitán general del Río de la Plata entre 1770 y 1776 y virrey del Río de la Plata entre 1778 y 1783.
Se trata de la única población del departamento de Colonia fundada por españoles. Uno de sus primeros habitantes fue el colla Pascual de Chena, procedente de Arica. Por tal motivo al arroyo que circunda la ciudad se le llama arroyo Colla. Existe también una plaza que recuerda a este habitante: la plaza Pascual de Chena.
Esta localidad tiene relevancia histórica en las guerras por la independencia de la región rioplatense debido a que el 20 de abril de 1811 los patriotas al mando de Venancio Benavides derrotaron aquí a tropas españolas.
"La Villa de Nuestra Señora del Rosario del Colla constituye un ejemplo de pueblo promovido por causales que podrían definirse como de orden económico, social y cultural. Los vecinos del Partido del Rosario que aspiraban a poblar la Villa, expresan en 1805 "la Pobreza á que nos reduce la naturaleza del terreno, y asi mismo la desunion y discordia que nos há dado á conocer la experiencia, que esta sugetandonos á las Leyes y Reximen deun Pueblo, no se experimentará, y dho Pueblo considero quesea situado en lugar que nos ofrezca por su naturaleza, terrenos de Pan llevar y Puerto para embarcar nuetros granos y los demás frutos. Y además, la necesidad que nos ocurre para la enseñanza de primeras letras a nuestros hiujos, y Notario Esclesiastico".
El proceso fundacional de la Villa del Rosario se prolongó casi cuarenta años a consecuencia de la oposición para su implementación: Francisco Medina instalado con saladero en el Colla, y los Padres Betlemitas de Buenos Aires que explotaban la estancia de la calera de las Huérfanas. 
(Página 15, Historia de los problemas de la arquitectura nacional, Fundación de Poblados en el Uruguay, Universidad de la República, instituto de historia de la arquitectura. Ricardo Álvarez Lenzi, 1972)  
en 1775 algunos portugueses lo descubrieron y le llamaron rosario sin saber de era una rosa y un río y en 1776 400 portugueses vivían allí y un mes después se peleaban por qué decían que era su tierra natal y en 1825 vivían 5746 personas y argentina la quería tener por eso argentina creo otro rosario  

## Población
Según el censo del año 2023 la ciudad cuenta con una población de 10 584 habitantes.
| 10 682        | 7 705 | 8 292 | 8 879 | 9 428 | 9 311 | 10 085 | 10 584 |
| (Fuente: INE) |       |       |       |       |       |        |        |

## Información general

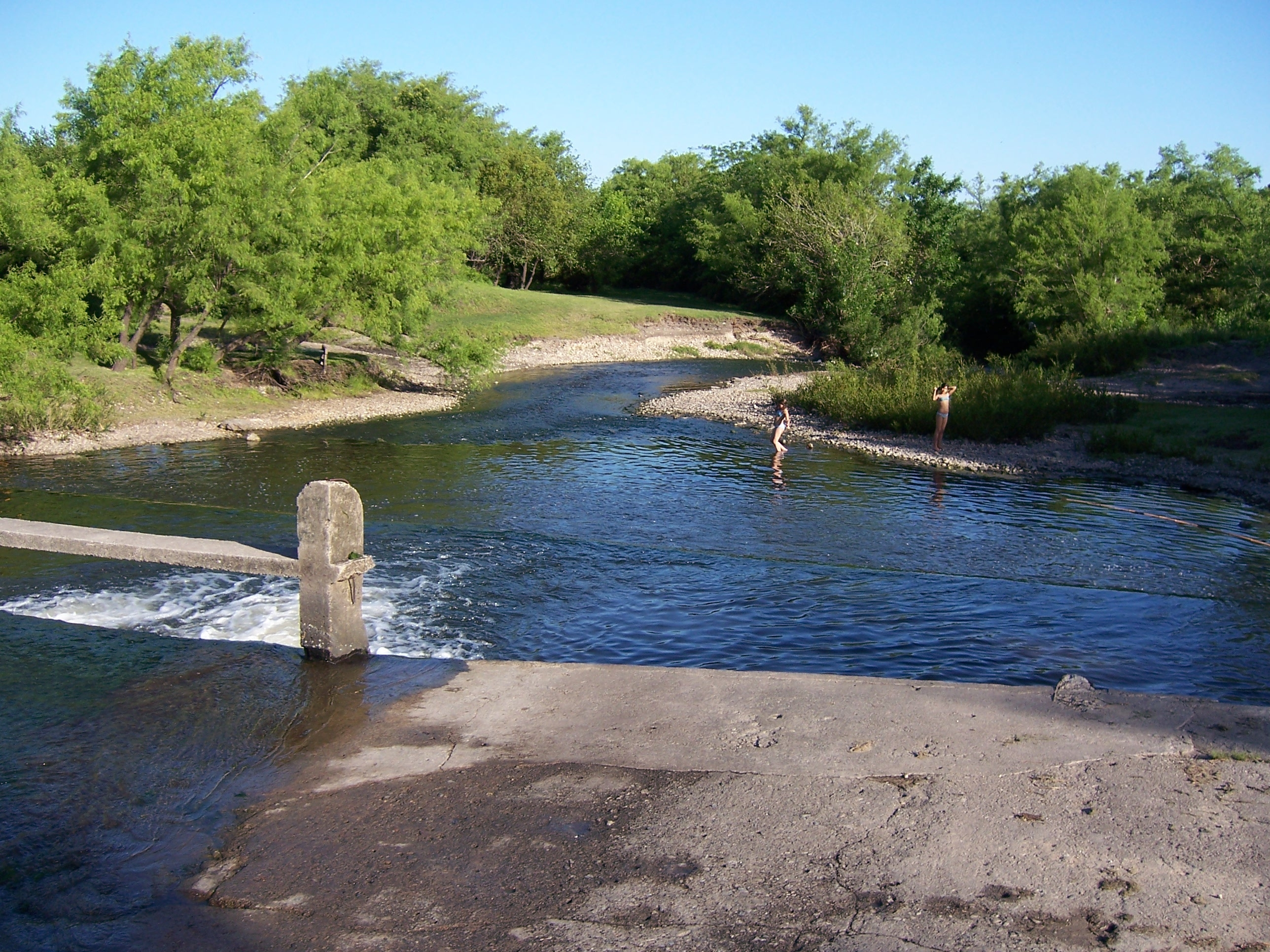
Paso Arballo

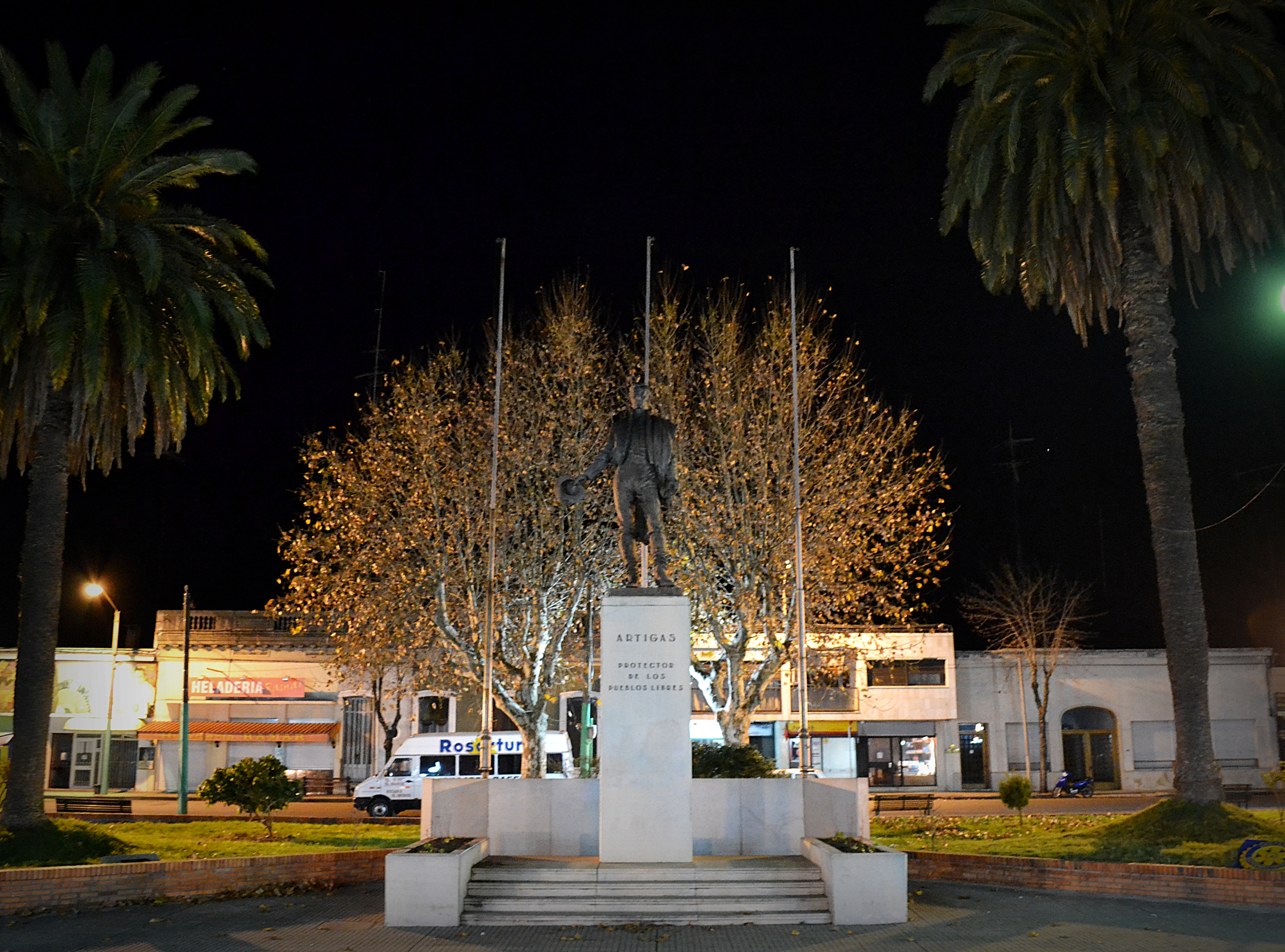
Monumento a Artigas en la plaza Benito Herosa

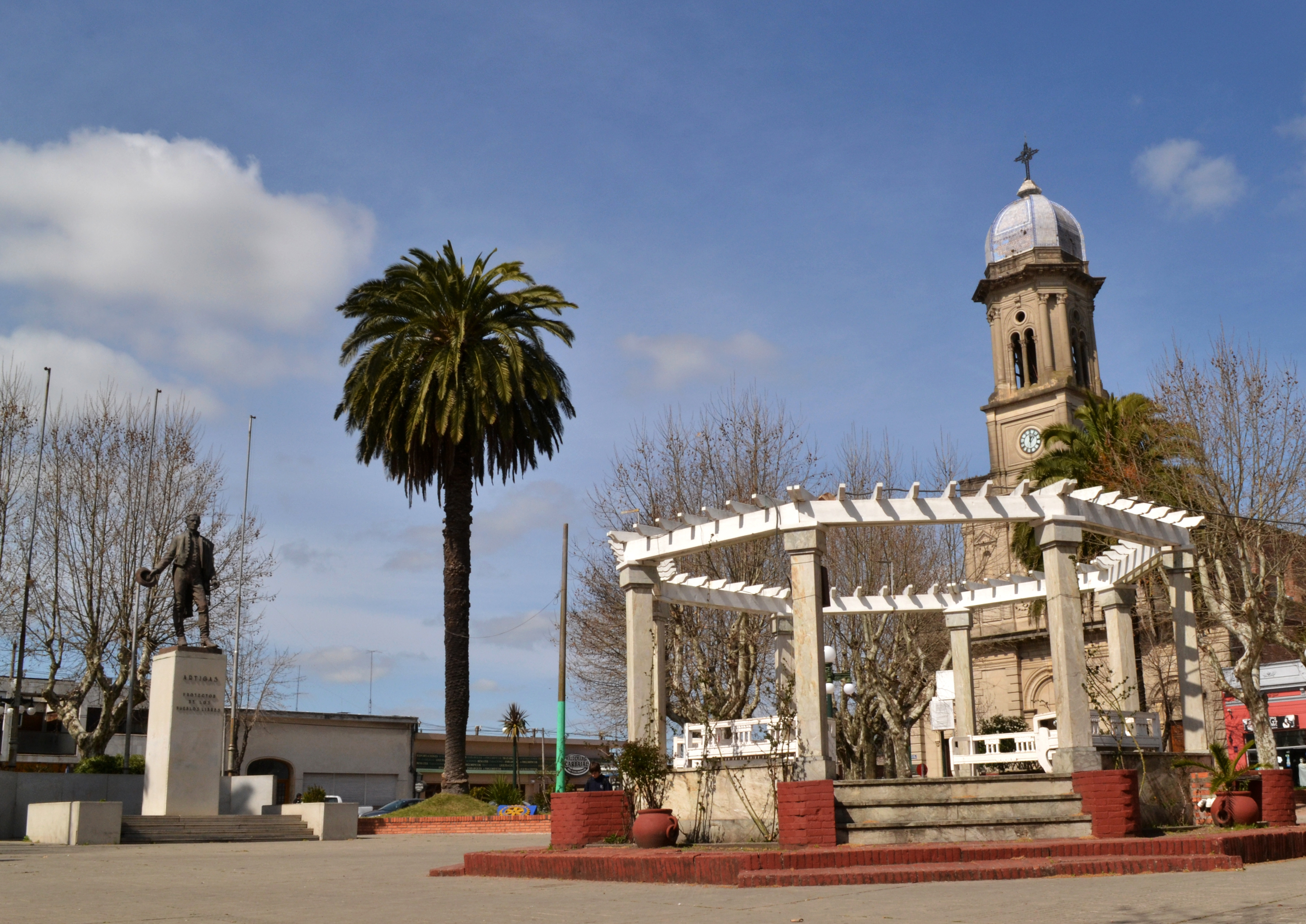
Vista de la plaza Benito Herosa con la pérgola, el monumento a Artigas y la iglesia de fondo

Rosario se encuentra en una situación geográfica bastante privilegiada, entre medio de las dos capitales rioplatenses, Montevideo y Buenos Aires. La zona es conocida además por ser una de las más productivas del Uruguay en cuanto a agricultura y lechería. A pesar de ello, Rosario atraviesa una crisis de desempleo y, si bien se han dado una serie de improvisaciones en materia económica, aún resta un largo camino por recorrer en un sector del país que, en principio, se ve francamente favorecido por su condición de puerto.
La ciudad cuenta con una profunda tradición religiosa que gira en torno a Nuestra Señora del Rosario. Su imagen fue ubicada en el 2000 en una pequeña Ermita, junto al Arroyo Colla. La misma ha sido objeto de veneración y misterio, este último relacionado con la aparición de lágrimas surcando el rostro de la imagen de la Virgen.
En el cementerio del templo de Nuestra Señora del Rosario se veneran los restos mortales del Libertador Gregorio Sanabria, Capitán de Caballería de los Treinta y Tres Orientales. Por tal motivo fue declarado dicho templo Monumento Histórico Nacional, mediante decreto del Poder Ejecutivo en 1976. Esta actuación es acorde con el antecedente relativo a la inhumación del Libertador Juan Spikerman, en abril de 1863, cuando el Gobierno de Bernardo Prudencio Berro resolvió que los restos de un integrante de la Cruzada reciben honores de Presidente de la República. Gregorio Sanabria es, por tanto, uno de los Libertadores de 1825 inhumados en templos, como Lavalleja (Catedral de Montevideo), Oribe (Santuario de la Medalla Milagrosa) o Simón del Pino y Juan Spikerman (Catedral de Canelones).   
Rosario dispone, además, de un canal de televisión abierta (Canal 8), de dos radios locales (Radio FM 89,9 MHz) y una comunitaria a cargo de Daniel Maciel (FM 97.3). Consta con un espacio para recreamiento de la familia y para deportes: la Plaza de Deportes “Joaquina Leys de Beracochea”.

## Educación
En Rosario se encuentran distintos centros de enseñanza, entre ellos: el Instituto de Formación Docente de Rosario "José Pedro Varela", el Liceo AUIC ("Agustín Urbano Indart Curuchet"), un local de la UTU, el Colegio "Misioneras del Sagrado Corazón de Jesús", las escuelas N.º 3, N.º 4, N.º 128, N.º 91 y N.º 133, y la Escuela Agraria.

## Eventos
En el centro de la ciudad se realizan varios eventos culturales:
- Fiesta Pichonera
- Fiesta del Inmigrante (Uruguay)
- Carnaval
- Otoño de Rock

## Personalidades destacadas
Diego Godin (futbolista )